# Central European Football League 2015
La Central European Football League 2015 è stata la decima edizione dell'omonimo torneo di football americano. La sua finale è denominata CEFL Bowl X.
Ha avuto inizio il 18 aprile e si è conclusa il 5 luglio con la finale di Novi Sad vinta per 25-23 dai serbi Novi Sad Dukes sui connazionali Beograd Vukovi.

## Squadre partecipanti
| Club                  | Città    | Stadio | Sponsor ufficiale | Risultato nella stagione 2014 |
| --------------------- | -------- | ------ | ----------------- | ----------------------------- |
| Beograd Vukovi        | Belgrado |        |                   |                               |
| Cineplexx Blue Devils | Hohenems |        |                   |                               |
| Ljubljana Silverhawks | Lubiana  |        |                   |                               |
| Novi Sad Dukes        | Novi Sad |        |                   |                               |

## Stagione regolare

### Calendario

#### 1ª giornata
| 18 aprile 2015 | Beograd Vukovi | 26 – 24 | Ljubljana Silverhawks |  |

#### 2ª giornata
| 25 aprile 2015 | Novi Sad Dukes | 34 – 18 | Cineplexx Blue Devils |  |

#### 3ª giornata
| Novi Sad 23 maggio 2015, ore 15:00 | Novi Sad Dukes | 38 – 14 (14-0 10-7 7-7 7-0) referto | Beograd Vukovi | FK Kabel (600 spett.) |

#### 4ª giornata
| 30 maggio 2015 | Cineplexx Blue Devils | 19 – 49 | Ljubljana Silverhawks |  |

#### 5ª giornata
| 7 giugno 2015 | Ljubljana Silverhawks | 20 – 13 | Novi Sad Dukes |  |

| 7 giugno 2015 | Cineplexx Blue Devils | 13 – 56 | Beograd Vukovi |  |

### Classifica
La classifica della regular season è la seguente:
- PCT = percentuale di vittorie, G = partite giocate, V = partite vinte, P = partite perse, PF = punti fatti, PS = punti subiti

| Pos. | Squadra               | PCT  | G | V | P | PF | PS  |
| ---- | --------------------- | ---- | - | - | - | -- | --- |
| 1    | Novi Sad Dukes        | .667 | 3 | 2 | 1 | 85 | 52  |
| 2    | Ljubljana Silverhawks | .667 | 3 | 2 | 1 | 93 | 58  |
| 3    | Beograd Vukovi        | .667 | 3 | 2 | 1 | 96 | 75  |
| 4    | Cineplexx Blue Devils | .000 | 3 | 0 | 3 | 50 | 139 |

## Playoff

### Tabellone
|  | Semifinali | Semifinali            | Semifinali |                |    | CEFL Bowl X    | CEFL Bowl X | CEFL Bowl X |  |
|  |            |                       |            |                |    |                |             |             |  |
|  | 1          | Novi Sad Dukes        | 35         |                |    |                |             |             |  |
|  | 1          | Novi Sad Dukes        | 35         |                |    |                |             |             |  |
|  | 4          | Cineplexx Blue Devils | 0          |                |    |                |             |             |  |
|  | 4          | Cineplexx Blue Devils | 0          |                | 1  | Novi Sad Dukes | 25          |             |  |
|  |            |                       |            |                | 1  | Novi Sad Dukes | 25          |             |  |
|  |            |                       | 3          | Beograd Vukovi | 23 |                |             |             |  |
|  | 3          | Beograd Vukovi        | 3          | Beograd Vukovi | 23 | 21             |             |             |  |
|  | 3          | Beograd Vukovi        |            |                |    |                |             |             |  |
|  | 2          | Ljubljana Silverhawks | 14         |                |    |                |             |             |  |

### Semifinali
| 28 giugno 2015 | Novi Sad Dukes | 35 – 0 (a tavolino) | Cineplexx Blue Devils |  |

| 28 giugno 2015 | Ljubljana Silverhawks | 14 – 21 | Beograd Vukovi |  |

### CEFL Bowl X
| Novi Sad 5 luglio 2015, ore 16:30 | Novi Sad Dukes | 25 – 23 (12-14 6-0 0-3 7-6) referto | Beograd Vukovi | FK Kabel (1000 spett.) |

## Verdetti
- Novi Sad Dukes Vincitori del CEFL Bowl X